# 缨刺壮绵鳚
缨刺壮绵鳚，為輻鰭魚綱鱸形目绵鳚亞目绵鳚科的其中一種，分布於中西大西洋區的西非海域，屬底棲性魚類，棲息深度可達900公尺，體長可達37公分。

## 扩展阅读
維基物種上的相關：缨刺壮绵鳚